# Margherita Gauthier
Margherita Gauthier (Camille) è un film del 1936 diretto da George Cukor, tratto da La signora delle camelie di Alessandro Dumas figlio.
Fu il film col maggiore incasso nell'anno 1936.

## Trama
La storia drammatica dell'amore tra la cortigiana Margherita e il giovane Armando. Per lui, la donna rinuncia alla vita brillante di mantenuta d'alto bordo e i due si ritirano a vivere insieme in campagna.
Quando però Margherita incontra il vecchio Duval, il padre di Armando, costui le chiede di lasciare il figlio per non compromettere l'avvenire dell'altra figlia che sta per sposarsi.
Margherita, anche se ha il cuore a pezzi, promette di lasciare Armando senza che lui sospetti il motivo del suo abbandono. Lei torna al suo mondo fatuo e al barone, il suo vecchio protettore.
Armando la insulta, ma poi – venuto a sapere che Margherita è in punto di morte, distrutta dalla tisi – correrà un'ultima volta ai suoi piedi.

## Produzione
Prodotto dalla Metro-Goldwyn-Mayer con un budget stimato di 1.486.000 dollari, il film fu girato dal 28 luglio al 27 ottobre 1936.
Durante le riprese, in settembre, il giovane (e potente) produttore Irving Thalberg moriva all'età di 37 anni in seguito a un attacco cardiaco.
Il film non fu interrotto: la produzione passò nelle mani di uno dei suoi più stretti collaboratori e suo amico, il produttore Bernard H. Hyman

## Distribuzione
Alla prima californiana, che si tenne il 12 dicembre 1936 al Plaza Theater di Palm Canyon Drive (Palm Springs), si organizzò - in ricordo di Thalberg - una soirée con invitati i più importanti nomi del cinema. Intervennero produttori come Schenck o Louis B. Mayer e numerosi attori. Vi fece una delle sue rarissime apparizioni in pubblico perfino Greta Garbo che presenziò - evento raro - all'uscita del film di cui era protagonista. La pellicola conobbe un grande successo: nei soli USA incassò 1.154.000 e, nel resto del mondo, ancora altri 1.688.000 dollari
Il film viene citato nel documentario The Silent Feminists: America's First Women Directors del 1993.

### Date di uscita
IMDb
- Stati Uniti d'America: 12 dicembre 1936 (Palm Springs, California) (prima)
- Austria: 1937
- Germania: 1937
- Stati Uniti d'America: 1º gennaio 1937
- Stati Uniti d'America: 22 gennaio 1937 (New York)
- Italia: 24 febbraio 1937
- Finlandia: 28 febbraio 1937
- Francia: 17 marzo 1937
- Danimarca: 29 marzo 1937
- Svezia: 29 marzo 1937
- Paesi Bassi: 2 aprile 1937
- Giappone: 25 agosto 1937
- Portogallo: 19 ottobre 1937
- Spagna: 3 novembre 1939
- Hong Kong: 16 maggio 1940
- Germania dell'Ovest: 29 maggio 1951
- Germania dell'Est: 19 novembre 1958 (TV première)
- Finlandia: 16 aprile 1965 (riedizione)
- Italia: settembre 1976 (Mostra del Cinema di Venezia)
- Svezia: 16 September 2005 (riedizione)

## Riconoscimenti
- 1938 - Premio Oscar
  - Candidatura per la miglior attrice a Greta Garbo

- 1937 - National Board of Review Awards
  - Migliori dieci film